# Roșu și Negru
Roșu și Negru (rum. czerwone i czarne) – rumuński zespół muzyczny grający rock (progresywny, glam, pop rock), założony w 1963 roku w Bukareszcie. Liderem grupy od lat 60. do 2005 roku był Liviu Tudan.

## Dyskografia
- Leopardul / Cântecul pădurii / Cadranele (1971, EP, Electrecord)
- Oameni de zăpadă / Pastorală (1973, singiel, Electrecord)
- Pădurea l-a gonit / Copiii păcii (1975, singiel, Electrecord)
- Formații de muzică pop 1 (1975, kompilacja, Electrecord)
- Flori de timp / Vrei (1977, singiel, Electrecord)
- Puterea muzicii (1979, album, Electrecord) – nagrany razem z grupą Progresiv TM
- Formații rock 4 (1980, kompilacja, Electrecord)
- Invitație la discotecă (1984, pięciopłytowa kompilacja, Electrecord)
- Pseudofabulă (1984, album, Electrecord)
- Culori (1985, album, Electrecord)
- Alfabetul / Hai acasă (1986, singiel, Electrecord)
- Semnul tău (1987, album, Electrecord)
- Club A - The Best of (1999, kompilacja, Electrecord)
- Club A - Epoca de aur (2003, kompilacja, Electrecord)
- Tribut lui Liviu Tudan - Roșu și Negru (2007, album w hołdzie zmarłemu Alanowi Tudanowi, Roton)